# Jane Downs
Jane Downs (* 22. Januar 1935 in Bromley, Kent, England; † 20. Mai 2015 in London) war eine britische Schauspielerin.

## Leben
Jane Downs war in erster Ehe mit dem Schauspieler Gerald Haper verheiratet, mit dem sie eine Tochter hat. 1976 ehelichte sie ihren Kollegen Terence Alexander.
Downs hatte ihren ersten Auftritt in der amerikanischen Fernsehserie Sword of Freedom 1957 neben Martin Benson und Edmund Purdom. Seither übernahm sie in vielen Serien und Fernsehfilmen kleinere und größere Rollen. 1965 wirkte Downs in dem Oscargekrönten Film Darling an der Seite von Laurence Harvey und Julie Christie mit. Außerdem spielte sie in Die letzte Nacht der Titanic und übernahm Gastrollen in Serien wie Z Cars neben John Slater und Waiting for God neben Sandra Payne und Daniel Hill. 1982 verkörperte sie in einer Verfilmung von Nicholas Nickleby die Ehefrau desselbigen. Zuletzt war sie in der beliebten britischen Serie Inspector Barnaby an der Seite von John Nettles und Jane Wymark zu sehen.

## Filmografie (Auswahl)
- 1954: Both Ends Meet (Fernsehfilm)
- 1958: Die letzte Nacht der Titanic (A Night to Remember)
- 1960–1962: Emergency-Ward 10 (Fernsehserie, 77 Folgen)
- 1965: Darling
- 1967: Freie Hand für Barlow (Z Cars, Fernsehserie, 2 Folgen)
- 1982: Claire (Miniserie, 5 Folgen)
- 1982: The Life and Adventures of Nicholas Nickleby (Miniserie, 4 Folgen)
- 1987: Harry’s Kingdom (Fernsehfilm)
- 1990–1991: Jeeves and Wooster – Herr und Meister (Jeeves & Wooster, Fernsehserie, 3 Folgen)
- 1991: James Bond Jr. (Zeichentrickserie, Stimme, unbekannte Folgenzahl)
- 1993: You, Me and It (Miniserie, 3 Folgen)
- 1993: Heartbeat (Fernsehserie, Folge 2x10)
- 1993: The Bill (Fernsehserie, Folge 9x93)
- 1995: Mr. Traffic (Pie in the Sky)
- 2003: Inspector Barnaby (Midsomer Murders, Fernsehserie, Folge 6x01 Der Tod und die Lady)